# Malick Thiaw
Malick Laye Thiaw (ur. 8 sierpnia 2001 w Düsseldorfie) – niemiecki piłkarz fińskiego pochodzenia występujący na pozycji obrońcy we włoskim klubie A.C. Milan oraz w reprezentacji Niemiec. Wychowanek niemieckiego Schalke 04.